# جاش هاوارد
جاش هاوارد (انگلیسی: Josh Howard؛ زادهٔ ۲۸ آوریل ۱۹۸۰) یک بازیکن بسکتبال اهل ایالات متحده آمریکا است.
از باشگاه‌هایی که در آن بازی کرده‌است می‌توان به واشینگتن ویزاردز، دالاس ماوریکس، مینه‌سوتا تیمبرولوز، و یوتا جاز اشاره کرد.